# Altes Rathaus (Soltau)

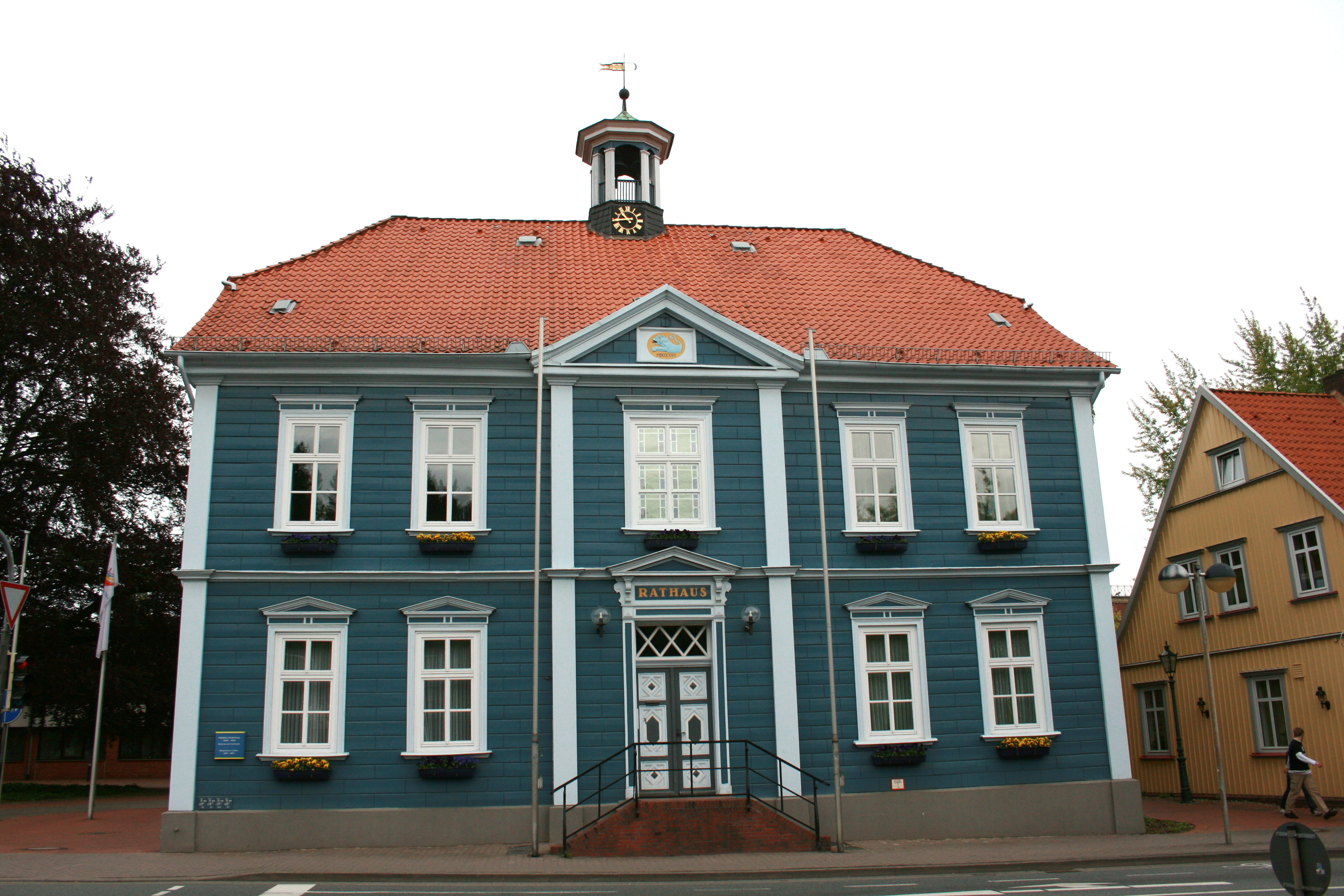
Altes Rathaus in Soltau

Das Alte Rathaus in Soltau ist das frühere Rathaus der niedersächsischen Stadt Soltau und ist auch heute noch Sitz von verschiedenen Institutionen. Es wurde 1826 errichtet und steht unter Denkmalschutz.

## Bau und Geschichte

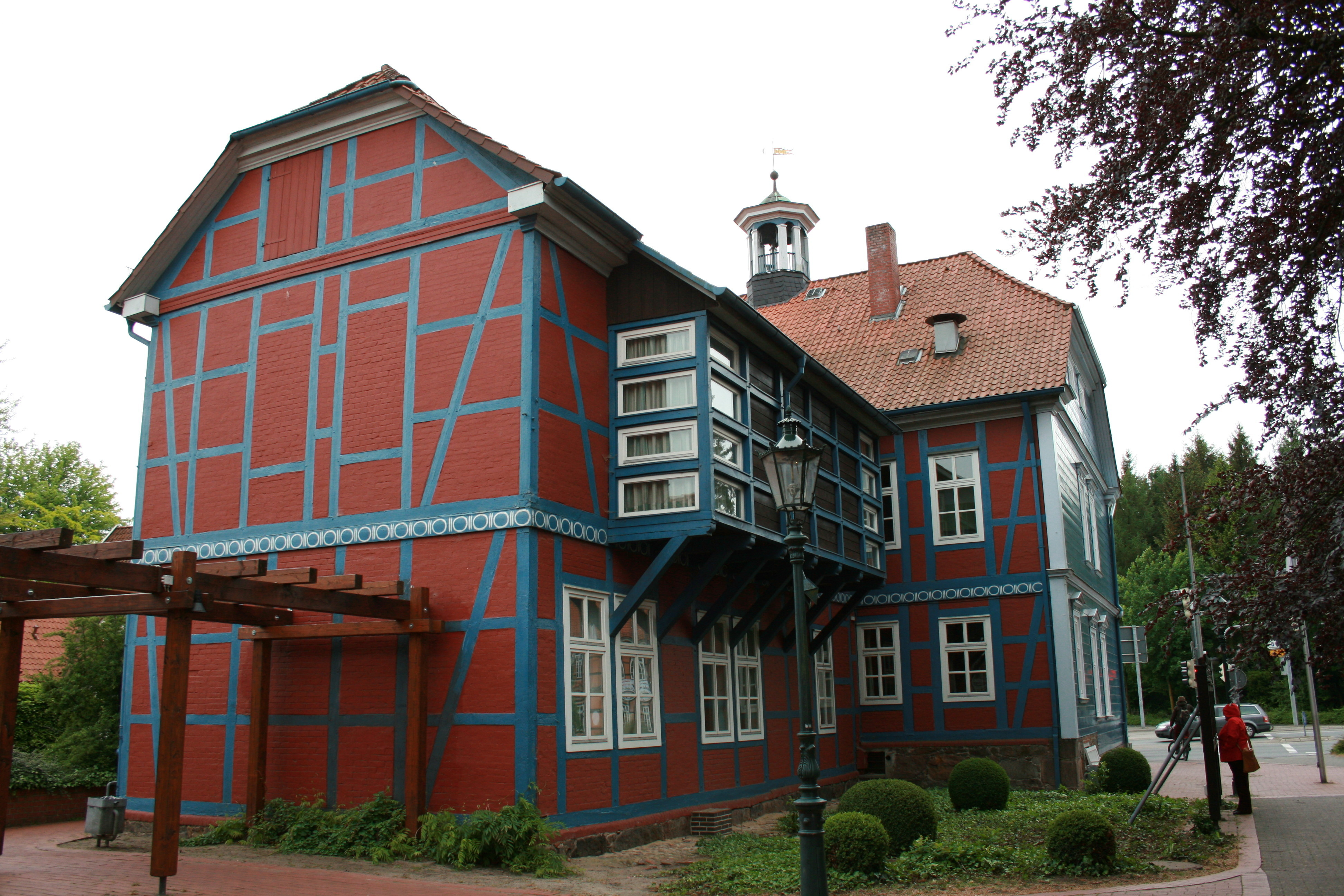
Rückseite des Rathauses

1533 schenkte Herzog Ernst der Bekenner der Stadt die um 1470 erbaute „Kapelle Tom hilligen Lichnam“ in der Marktstraße zur Nutzung als Rathaus. Am 14. Oktober 1818 wurde im Soltauer Rat über die Weiternutzung des mittlerweile baufälligen Gebäudes beraten. Gegen das Votum des neuen Syndikus Johann Friedrich Daniel Jaep entschied sich der Rat zunächst für eine Reparatur des bestehenden Gebäudes und eine Zurückstellung eines Neubaus um 20 Jahre, um Geld für den Bau anzusammeln. Der Syndikus schaltete daraufhin die Königliche Regierung ein, die am 31. Mai 1820 ein Gutachten eines Sachverständigen einforderte. Erst ein Jahr später beauftragte der Soltauer Rat um Bürgermeister Dransfeld den Celler Landbaumeister Mithoff, dieser begann am 7. August 1821 mit der Arbeit am Gutachten. Dessen Empfehlung war ein sofortiger Neubau an anderer Stelle. Erst am 6. November 1823 kam der Neubau des Rathauses wieder auf die Tagesordnung und der Rat stimmte endlich für einen Neubau. Einen Entwurfsvorschlag für das neue Gebäude hatte Mithoff bereits 1821 geliefert, doch in der Folge kam es zu erneuten Unstimmigkeiten über den Standort. Am 29. Januar 1825 beauftragte Landdrost von der Decken den Fallingbosteler Drosten von der Wense, die Angelegenheit zu untersuchen. Am 10. und 11. Februar kam der zuständige Regierungskommissar nach Soltau, um die Verhandlungen wieder in Gang zu bringen, aufgrund der Baufälligkeit des bisherigen Rathauses mussten die Besprechungen in einem Gasthaus stattfinden. Schließlich einigte man sich auf den Standort an der damaligen Hamburger Chaussee.
Der Neubau des Rathauses hatte vier Stockwerke vom Keller- bis zum Dachgeschoss. Der Ratskeller mit einem Saal und erhöhtem Platz für Musik nahm dabei mehr als doppelt so viel Fläche ein wie für die Verwaltung und das Gericht vorgesehen waren. Unter dem Dach waren zwei Gefängniszellen untergebracht. Dazu gehörte auch ein Nebengebäude mit Stallungen für eine Kuh, zwei Pferde und Schweine, dazu zwei Aborte, ein Torf- und Holzstall und eine Wagenremise. 1826 wurde der Bau dann wie vorgesehen durchgeführt. Das genaue Datum der Fertigstellung und der Schlüsselübergabe sind nicht bekannt. Die erste Pacht für den Ratskeller wurde aber am 1. Mai 1827 gezahlt.
Zwölf Jahre nach der Einweihung entstanden Pläne für eine Erweiterung, hauptsächlich um weitere Übernachtungsmöglichkeiten in der Ratskellerwirtschaft zu realisieren. Nur mit großem Unwillen genehmigte der Landdrost am 3. Juli 1840 die Erweiterung, die im Oktober 1841 fertiggestellt wurde. Der Anbau enthielt ebenfalls Gefängniszellen. Das neu geschaffene Königliche Amt (heutige Kreisverwaltung) und das Amtsgericht Soltau hatten ab Beginn ihrer Tätigkeit am 1. Oktober 1852 ebenfalls ihren Sitz im Soltauer Rathaus, was den Auszug des Ratskellers zur Folge hatte. Zu den neuen Einrichtungen, die den beiden neuen Behörden kostenfrei überlassen wurden, gehörten unter anderem eine Amtsstube, zwei Registraturräume, zwei Geschäftszimmer sowie Räume für Archiv und zur Aufbewahrung von Beweismitteln. Es gab des Weiteren eine Dienstwohnung für den Gefangenwärter und eine Wachtsstube. Am 1. Oktober 1853 wurden den Behörden zwei weitere Räume zu einer Jahresmiete von 26 Talern überlassen. Vom Rathaushof verschwanden die Stallgebäude, stattdessen wurden neue Nebengebäude für den Amtsdiener und den Gefangenwärter erbaut.
Aufgrund der räumlichen Enge im Rathaus kam es immer wieder zu Auseinandersetzungen zwischen Stadt und Justiz, so führten beide 1904 einen Prozess gegeneinander, in dem es um die Reparaturkosten der Treppe im Rathaus ging. 1908 lagen die ersten Pläne für ein neues Gerichtsgebäude mit Gefängnistrakt vor. Keiner der zahlreichen Pläne wurde zunächst jedoch umgesetzt. 1939 wurde mit dem Bau des Amtsgerichtsgebäudes am Rühberg und dem Wohnhaus des Amtsrichters in der Blumenstraße begonnen. Doch erst Ende März 1950 zog das Amtsgericht endgültig und vollständig aus dem Rathaus in das neue Amtsgerichtsgebäude.
1981 wurde in direkter Nachbarschaft das Neue Rathaus eröffnet. Der Großteil der Verwaltung, das Bürgerbüro und die Versammlungsräume des Rates wechselten in das neue Gebäude.

## Heutige Nutzung

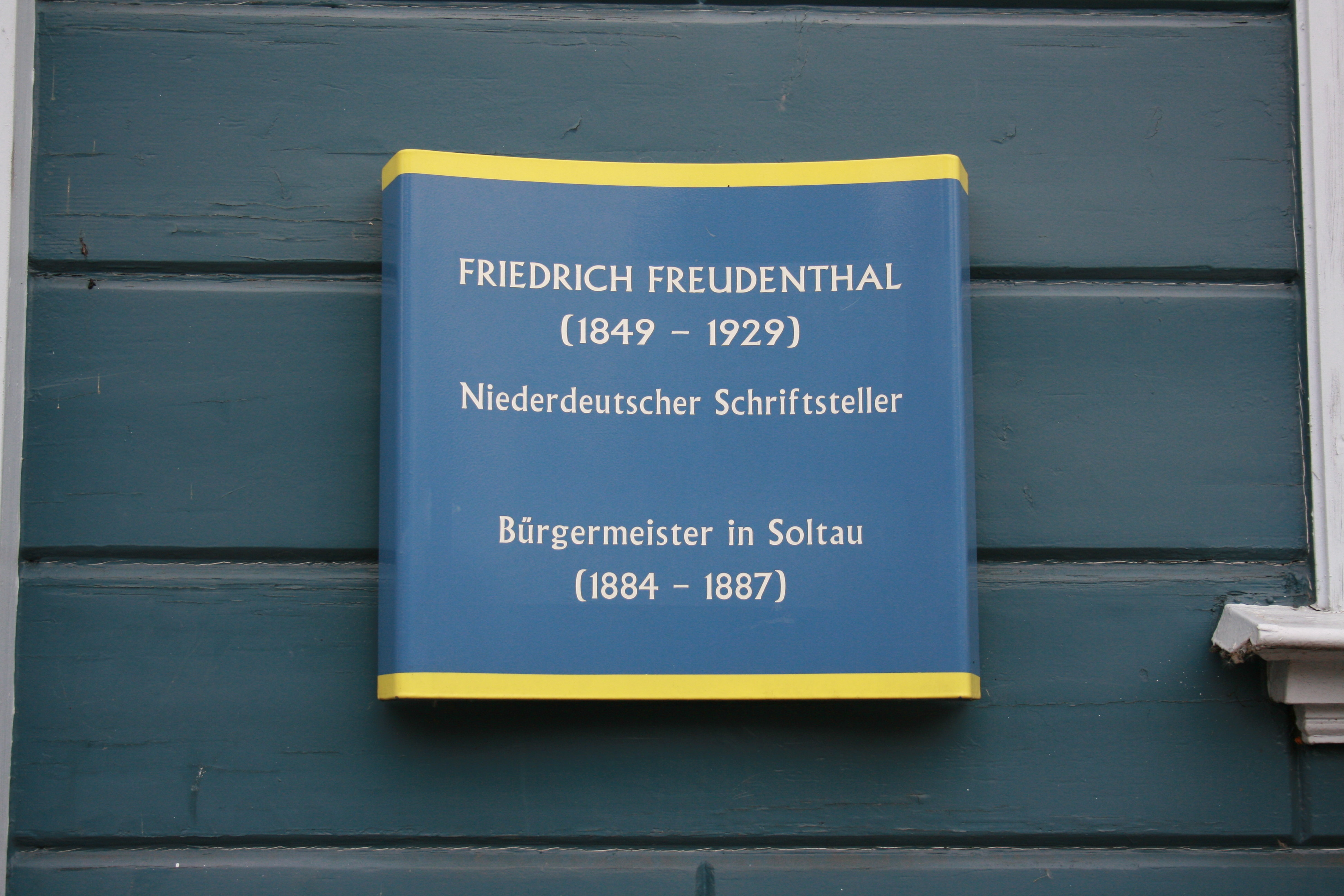
Erinnerungsplakette für den ehemaligen Bürgermeister Friedrich Freudenthal

Im Alten Rathaus befindet sich heute unter anderem noch das Standesamt und das Stadtarchiv. Zudem hat die Freudenthal-Gesellschaft ihren Sitz im Alten Rathaus, diese unterhält auch das Freudenthalzimmer. In diesem Zimmer wirkte Friedrich Freudenthal in seinen Jahren als Bürgermeister von 1884 bis 1887. Die in dem ehemaligen Bürgermeisterzimmer befindlichen Möbel sind eine ständige Leihgabe von Marianne Schröder, der Enkelin Freudenthals.